# Caurel (Marne)
Caurel és un municipi francès, situat al departament del Marne i a la regió del Gran Est. L'any 2007 tenia 650 habitants.

## Demografia

### Població
El 2007 la població de fet de Caurel era de 650 persones. Hi havia 240 famílies, de les quals 28 eren unipersonals (16 homes vivint sols i 12 dones vivint soles), 92 parelles sense fills, 108 parelles amb fills i 12 famílies monoparentals amb fills.
La població ha evolucionat segons el següent gràfic:
Habitants censats

### Habitatges
El 2007 hi havia 249 habitatges, 240 eren l'habitatge principal de la família i 9 estaven desocupats. 244 eren cases i 4 eren apartaments. Dels 240 habitatges principals, 218 estaven ocupats pels seus propietaris, 16 estaven llogats i ocupats pels llogaters i 6 estaven cedits a títol gratuït; 3 tenien dues cambres, 5 en tenien tres, 28 en tenien quatre i 204 en tenien cinc o més. 206 habitatges disposaven pel capbaix d'una plaça de pàrquing. A 71 habitatges hi havia un automòbil i a 161 n'hi havia dos o més.

### Piràmide de població
La piràmide de població per edats i sexe el 2009 era:
| Homes | Edats   | Dones |
| ----- | ------- | ----- |
| 0     | 95 o +  | 0     |
| 0     | 90 a 94 | 0     |
| 4     | 85 a 89 | 8     |
| 0     | 80 a 84 | 0     |
| 12    | 75 a 79 | 16    |
| 0     | 70 a 74 | 8     |
| 8     | 65 a 69 | 8     |
| 12    | 60 a 64 | 12    |
| 20    | 55 a 59 | 20    |
| 24    | 50 a 54 | 16    |
| 36    | 45 a 49 | 20    |
| 28    | 40 a 44 | 36    |
| 32    | 35 a 39 | 32    |
| 16    | 30 a 34 | 28    |
| 12    | 25 a 29 | 4     |
| 12    | 20 a 24 | 16    |
| 32    | 15 a 19 | 36    |
| 12    | 10 a 14 | 36    |
| 20    | 5 a 9   | 20    |
| 16    | 0 a 4   | 12    |

## Economia
El 2007 la població en edat de treballar era de 453 persones, 323 eren actives i 130 eren inactives. De les 323 persones actives 304 estaven ocupades (165 homes i 139 dones) i 19 estaven aturades (11 homes i 8 dones). De les 130 persones inactives 62 estaven jubilades, 45 estaven estudiant i 23 estaven classificades com a «altres inactius».

### Ingressos
El 2009 a Caurel hi havia 239 unitats fiscals que integraven 665 persones, la mediana anual d'ingressos fiscals per persona era de 23.998 €.

### Activitats econòmiques
Dels 30 establiments que hi havia el 2007, 1 era d'una empresa alimentària, 2 d'empreses de fabricació d'altres productes industrials, 6 d'empreses de construcció, 11 d'empreses de comerç i reparació d'automòbils, 1 d'una empresa d'hostatgeria i restauració, 2 d'empreses d'informació i comunicació, 3 d'empreses financeres, 3 d'empreses de serveis i 1 d'una empresa classificada com a «altres activitats de serveis».
Dels 3 establiments de servei als particulars que hi havia el 2009, 1 era un paleta, 1 fusteria i 1 lampisteria.
Dels 2 establiments comercials que hi havia el 2009, 1 era una botiga de més de 120 m² i 1 una botiga de material de revestiment de parets i terra.
L'any 2000 a Caurel hi havia 13 explotacions agrícoles.

## Equipaments sanitaris i escolars
El 2009 hi havia una escola elemental integrada dins d'un grup escolar amb les comunes properes formant una escola dispersa.

## Poblacions més properes
El següent diagrama mostra les poblacions més properes.